# 프랑크푸르트 공항 장거리열차역
프랑크푸르트 공항 장거리열차역(독일어: Frankfurt am Main Flughafen Fernbahnhof)은 독일 프랑크푸르트의 프랑크푸르트 공항에 위치한 철도역이다. 장거리 열차가 운행하며, 대부분 쾰른-프랑크푸르트 고속철도 노선에서 운행되는 ICE 계통 열차가 운행한다. 이 역은 매일 약 23,000명의 승객을 태우고 독일에서 공항을 이용하는 가장 큰 철도역이다. 이 역은 매일 210편의 장거리 열차가 운행하며, 이 중 185편이 ICE다. 이 역과 림부르크 남역은 독일에서 장거리 열차가 독점적으로 운행하는 둘 뿐인 철도역이다.
이 역은 1999년 쾰른-프랑크푸르트 고속철도의 첫1차 구간 개통과 함께 개장되었다. 2002년에 고속선의 대부분 구간이 개통되었다. 길이는 660m, 높이는 45m이다. 휴게실과 매표소가 들어 있는 대형 돔이 특징이며, 아우토반 3호선을 가로지르는 고가육교를 통해 공항과 연결되어 있다. 사무실, 호텔, 컨벤션 센터 및 기타 시설을 갖춘 10억 유로의 복합 시설인 The Squaire가 역 위에 지어졌다. 인근에 프랑크푸르트 공항 지역열차역이 있는데, 이 역은 공항 1터미널 아래에 위치하고 있으며 프랑크푸르트, 비스바덴, 마인츠에 지역 S반을 운행한다.

## 외형 및 위치
이 역은 프랑크푸르트 중앙역과 만하임 쪽으로 연결되는 동부의 중요한 아우토반 교차로인 프랑크푸르트 분기점(Frankfurter Kreuz)아래의 프랑크푸르터 크로이츠 터널과, 신선의 고속 구간이 시작되는 서쪽의 켈스터바허 스판게(켈스터바흐 링크) 터널 사이에 위치한다.
길이 660m, 폭 55m의 역 건물은 BRT 건축가(Bothe(보헤), Richter(리히터), Teherani(테라니))가 설계했다. 거의 4년간의 공사 끝에 1999년에 개장했다. 역 전체가 바깥에 유리를 되어 있어 열려 있는 것처럼 보인다. 상단 데크는 높이가 12.5m이고 약 34,000m2의 면적을 가진 30cm 두께의 철근 콘크리트 슬래브로 구성되어 있다. 슬래브는 강철 빔에 의해 지지되며, 강철 빔은 4.5미터 두께의 트러스 위에 하중을 전달한다. 이들 구간은 철도역을 가로지르는 구간으로, 최대 길이는 약 50m이고, 간격은 15m이다. 트러스들은 8층 높이의 건물을 지지하도록 설계되었다. 철근콘크리트 슬래브의 최대 적재용량은 평방미터당 700kg이다.
2007년 초까지만 해도 이 역은 2축 곡선 유리 돔으로 덮여 있는 커다란 참호 한가운데에 위치해 있었다. 이것의 최대 높이는 15m, 길이는 135m, 폭은 40m이다.
역에는 두 개의 섬식 승강장이 있는데, 각각 두 개의 선로가 있다. 승강장은 "Gleis 4"(장거리 4)에서 "Gleis 7"까지 번호가 매겨져 있으며, 1972년에 개통한 기존 지역열차역의 1~3번 승강장에서 이어진다. 6번과 7번 승강장을 사용하는 열차는 마인츠와 쾰른 행으로, 4번과 5번 승강장은 프랑크푸르트 중앙역 및 프랑크푸르트 남역 행 또는 만하임-라인루르 고속철도 운행에 사용된다. 장거리열차역에 정차하는 예약 서비스는 장거리 열차뿐이다.
장거리열차역은 1터미널에서 약 200미터 떨어진 곳에 있으며, 아우토반 3호선과 분데스슈트라세 43호선 사이에 있는데, 두 도로 모두 그 양쪽에 평행으로 이어져있다. 길이 200m, 폭 80m의 보도가 조성되어 역 건물과 1터미널을 연결한다. 보도에는 무빙워크와 탑승 수속대, 수하물 검사, 그 외에 다양한 상점들을 지원한다.
대합실에는 승강장과 분배층 사이에 일등석 승객과 자주 찾는 여행객을 위한 독일철도 라운지가 있다. 또한 6/7 플랫폼에서 직접 리프트로 도달할 수 있다.

## 운영
현재 이 역은 11개의 인터시티익스프레스 노선과 3개의 인터시티 노선이 운행하고 있다.
| 독일철도                                                | 독일철도                                                             | 독일철도                                                          |
| ------------------------------------------------------- | -------------------------------------------------------------------- | ----------------------------------------------------------------- |
| 프랑크푸르트 중앙역 함부르크-알토나 방면                | ICE 22                                                               | 만하임 중앙역 슈투트가르트 중앙역 방면                            |
| 마인츠 중앙역 비스바덴 중앙역 또는 바젤 SBB 방면        | ICE 20                                                               | 프랑크푸르트 중앙역 킬 중앙역 방면                                |
| 마인츠 중앙역 킬 중앙역 방면                            | ICE 31                                                               | 프랑크푸르트 중앙역 뮌헨 중앙역/레겐스부르크 중앙역/바젤 SBB 방면 |
| 쾰른 메제/도이츠 중앙역 도르트문트 중앙역 방면          | ICE 41                                                               | 프랑크푸르트 중앙역 뮌헨 중앙역 방면                              |
| 지크부르크/본 뮌스터 중앙역 방면                        | ICE 42                                                               | 만하임 중앙역 뮌헨 중앙역 방면                                    |
| 지크부르크/본 하노버 중앙역 또는 암스테르담 중앙역 방면 | ICE 43                                                               | 만하임 중앙역 바젤 SBB 방면                                       |
| 림부르크 남 쾰른 중앙역 방면                            | ICE 49                                                               | 프랑크푸르트 중앙역                                               |
| 마인츠 중앙역 비스바덴 중앙역 방면                      | ICE 50                                                               | 프랑크푸르트 중앙역 마그데부르크 중앙역 또는 드레스덴 중앙역 방면 |
| 마인츠 중앙역 비스바덴 중앙역 방면                      | ICE 50 열차 노선이 여기서 분기하고 하나우(hanau) 앞에 다시 합류하다. | 프랑크푸르트 남 마그데부르크 중앙역 또는 드레스덴 중앙역 방면     |
| 지크부르크/본 암스테르담 중앙역 방면                    | ICE 78                                                               | 프랑크푸르트 중앙역                                               |
| 쾰른 중앙역 브뤼셀 남 방면                              | ICE 79                                                               | 프랑크푸르트 중앙역                                               |
| 마인츠 중앙역 도르트문트 중앙역 방면                    | ICE 91                                                               | 프랑크푸르트 중앙역 빈 중앙역 방면                                |
| 프랑크푸르트 중앙역                                     | 레일젯                                                               | 만하임 중앙역 부다페스트 동 방면                                  |
| 마인츠 중앙역 함부르크-알토나/킬 중앙역/푸트가르텐 방면 | IC/EC 31                                                             | 프랑크푸르트 중앙역 파사우 중앙역 방면                            |
| 프랑크푸르트 남역 오스트제바트 빈츠 방면                | IC 50                                                                | 시·종착역                                                         |

2009년 프랑크푸르트 공항의 승객 중 16%가 ICE이용을 하였다.

## 사진첩
- 승강장 전경
- 라운지 및 매표소
- 야간의 승강장
- 배선도
- 4번 승강장의 ICE 3 열차 (2009년)